# Potiond
Potiond (węg. Pottyond) – wieś w Rumunii, w okręgu Harghita, w gminie Ciucsângeorgiu. W 2011 roku liczyła 232 mieszkańców.